# Morschwiller
Morschwiller település Franciaországban, Bas-Rhin megyében. Lakosainak száma 614 fő (2022. január 1.). Morschwiller Minversheim, Dauendorf, Grassendorf, Huttendorf, Niedermodern és Val-de-Moder községekkel határos.

## Népesség
A település népességének változása:
| Lakosok száma | 598  | 596  | 607  | 587  | 583  | 576  | 588  | 601  | 614  |
|               | 2013 | 2015 | 2016 | 2017 | 2018 | 2019 | 2020 | 2021 | 2022 |